# Ferrovia Lyss-Soletta
La ferrovia Lyss-Soletta è una linea ferroviaria a scartamento normale, in parte dismessa, della Svizzera.

## Storia
La linea nacque come risposta della Schweizerische Centralbahn (SCB) alla minaccia portata dalla Schweizerische Nationalbahn (SNB), che aveva proposto la costruzione di una ferrovia tra l'est e l'ovest della Svizzera in concorrenza con le ferrovie già esistenti. Nel 1872 la SCB stipulò un contratto per la realizzazione delle linee Olten-Soletta (nota come Gäubahn) con la sua prosecuzione Soletta-Lyss, Liestal-Soletta (Wasserfallenbahn) e Soletta-Schönbühl. Ottenuta la concessione, la SCB aprì la linea Olten-Soletta-Büsswil (in quest'ultima località si allacciava alla ferrovia Berna-Bienne della Bernische Staatsbahn, aperta nel 1864) il 4 dicembre 1876, mentre la Wasserfallenbahn e la Soletta-Schönbühl non vennero mai costruite.
La SCB venne nazionalizzata nel 1902: le sue linee entrarono a far parte delle Ferrovie Federali Svizzere (FFS).
Il 15 maggio 1928 fu elettrificata la tratta Lyss-Busswil, comune alla Berna-Bienne; il resto della linea fu elettrificato il 3 ottobre 1944, insieme alla ferrovia Soletta-Herzogenbuchsee.
Nel 1994 venne chiusa al traffico passeggeri la poco frequentata tratta Soletta-Büren an der Aare, sostituita da un'autolinea; nel 2003 il Consiglio federale decise la soppressione ufficiale del troncone, su cui è rimasto uno sporadico traffico merci fino a Rüti bei Büren; fino al 2015 si sono svolti anche dei treni storici a vapore, non più effettuati a causa delle pessime condizioni strutturali di un ponte sulla strada principale 22 tra Arch e Büren.

## Caratteristiche
La tratta Lyss-Büren an der Aare, a scartamento normale, è lunga 8,94 km (di cui 2,79 in comune alla linea Berna-Bienne), è elettrificata a corrente alternata monofase con la tensione di 15.000 V alla frequenza di 16,7 Hz; la pendenza massima è del 6 per mille. È interamente a binario unico.
La tratta Büren an der Aare-Soletta, a scartamento normale, era lunga 15,4 km, era elettrificata a corrente alternata monofase con la tensione di 15.000 V alla frequenza di 16,7 Hz; era interamente a binario unico.

### Percorso
| Continuation backward |

| Station on track |

|  | Unknown route-map component "ABZgl" | Unknown route-map component "CONTfq" |

| Station on track |

| 101,86 |
| 26,16  |

|  | Unknown route-map component "ABZgl" | Unknown route-map component "CONTfq" |

| Stop on track |

| End station |

| Unknown route-map component "exENDEa" |

| Unknown route-map component "exSTRo" |

| Unknown route-map component "exHST" |

| Unknown route-map component "exDST" |

| Unknown route-map component "exDST" |

| Unknown route-map component "exDST" |

| Unknown route-map component "CONTgq" | Unknown route-map component "xABZg+r" |  |

|  | Unknown route-map component "ABZg+l" | Unknown route-map component "CONTfq" |

| Station on track |

| Continuation forward |

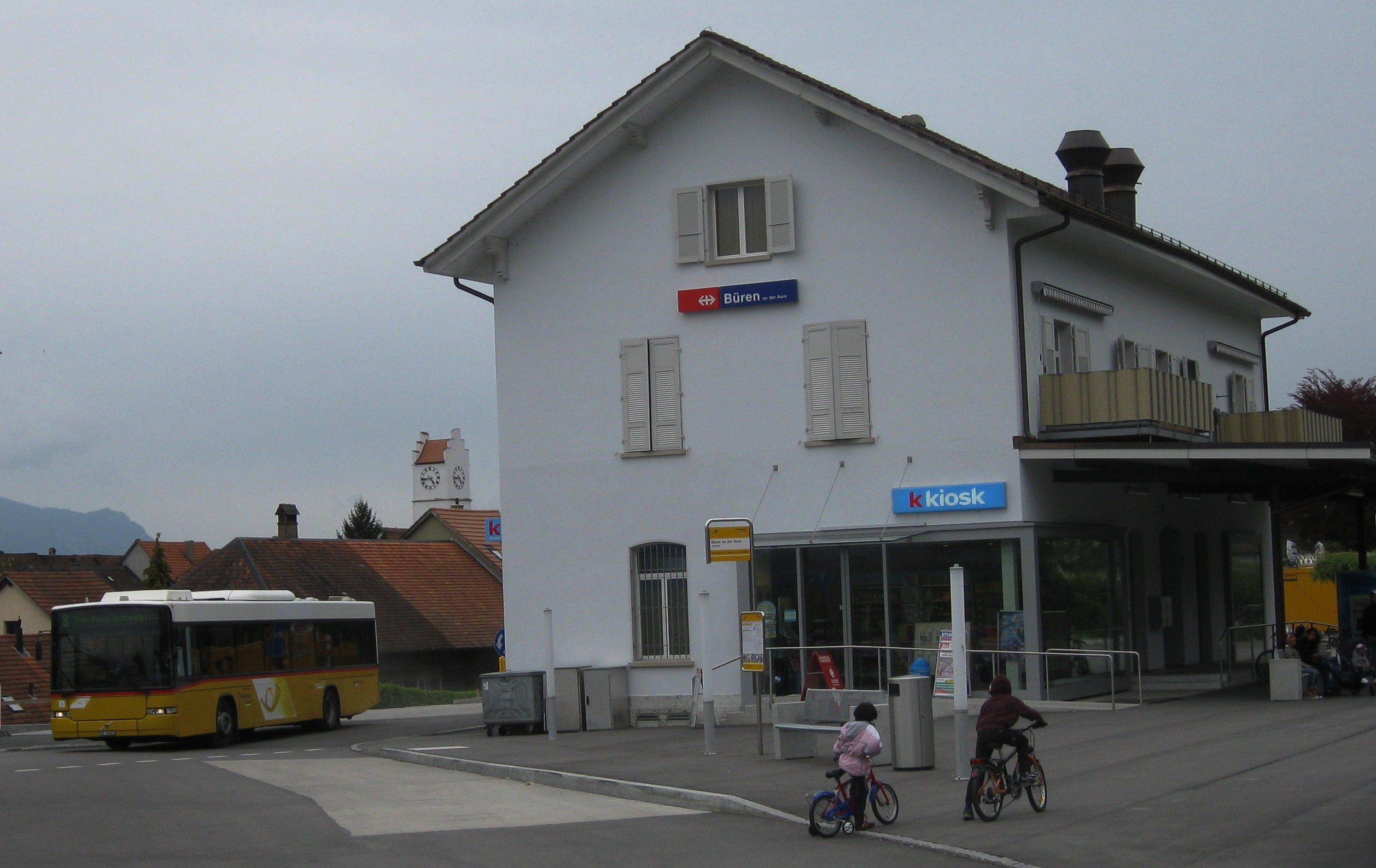
La stazione di Büren an der Aare, capolinea della ferrovia dal 1994

La linea parte dalla stazione di Lyss, nodo ferroviario sulle linee Berna-Bienne e Palézieux-Lyss, e condivide con la Berna-Bienne la tratta fino a Busswil. Di lì viene seguito il corso dell'Aar fino a Büren an der Aare, capolinea dal 1994. A Büren an der Aare una breve sezione di binario è stata rimossa, e sono stati posizionati due respingenti interrompendo la ferrovia. Sovrappassata la strada principale 22, la ferrovia segue il corso dell'Aar e l'autostrada A5; poco prima del capolinea della stazione di Soletta corre parallela alla linea BLS per Burgdorf e Langnau.